# Lituânia nos Jogos Olímpicos de Verão de 2020
A Lituânia participou dos Jogos Olímpicos de Verão de 2020 em Tóquio. Originalmente programados para ocorrerem de 24 de julho a 9 de agosto de 2020, os Jogos foram adiados para 23 de julho a 8 de agosto de 2021, por causa da pandemia de COVID-19. Foi a 8ª participação consecutiva da nação nas Olimpíadas de Verão na era pós-soviética e a décima no geral na história olímpica.

## Competidores
Abaixo está a lista do número de competidores nos Jogos.
| Esporte          | Masculino | Feminino | Total |
| ---------------- | --------- | -------- | ----- |
| Atletismo        | 6         | 5        | 11    |
| Canoagem         | 1         | 0        | 1     |
| Ciclismo         | 1         | 3        | 4     |
| Ginástica        | 1         | 0        | 1     |
| Halterofilismo   | 1         | 0        | 1     |
| Judô             | 0         | 1        | 1     |
| Lutas            | 1         | 0        | 1     |
| Natação          | 5         | 1        | 6     |
| Pentatlo moderno | 1         | 2        | 3     |
| Remo             | 7         | 2        | 9     |
| Tiro             | 1         | 0        | 1     |
| Vela             | 1         | 1        | 2     |
| Total            | 26        | 15       | 41    |

## Atletismo
Os seguintes atletas lituanos conquistaram marcas de qualificação, pela marca direta ou pelo ranking mundial, nos seguintes eventos de pista e campo (até o máximo de três atletas em cada evento):
- Nota– As posições para os eventos de pista são em relação à bateria do atleta
- Q = Qualificado para a próxima fase
- q = Qualificado para a próxima fase como o perdedor mais rápido ou, em eventos de campo, pela posição sem atingir o alvo para qualificação
- NR = Recorde nacional
- N/A = Fase não aplicável para o evento
- Bye = Atleta não precisou disputar aquela fase

Eventos de pista e estrada
| Atleta                     | Evento                          | Eliminatória | Eliminatória | Quartas-de-final | Quartas-de-final | Semifinal | Semifinal | Final     | Final   |
| Atleta                     | Evento                          | Resultado    | Posição      | Resultado        | Posição          | Resultado | Posição   | Resultado | Posição |
| -------------------------- | ------------------------------- | ------------ | ------------ | ---------------- | ---------------- | --------- | --------- | --------- | ------- |
| Arturas Mastianica         | 50 km marcha atlética masculina | —            | —            | —                | —                | —         | —         |           |         |
| Marius Žiūkas              | 20 km marcha atlética masculina | —            | —            | —                | —                | —         | —         |           |         |
| Brigita Virbalytė-Dimšienė | 20 km marcha atlética feminina  | —            | —            | —                | —                | —         | —         |           |         |
| Agnė Šerkšnienė            | 400 m feminino                  |              |              | —                | —                |           |           |           |         |
| Gediminas Truskauskas      | 200 m masculino                 |              |              | —                | —                |           |           |           |         |

Eventos de campo
| Atleta             | Evento                        | Qualificação | Qualificação | Final     | Final   |
| Atleta             | Evento                        | Distância    | Posição      | Distância | Posição |
| ------------------ | ----------------------------- | ------------ | ------------ | --------- | ------- |
| Andrius Gudžius    | Lançamento de disco masculino |              |              |           |         |
| Adrijus Glebauskas | Salto em altura masculino     |              |              |           |         |
| Edis Matusevičius  | Lançamento de dardo masculino |              |              |           |         |
| Airinė Palšytė     | Salto em altura feminino      |              |              |           |         |
| Diana Zagainova    | Salto triplo feminino         |              |              |           |         |
| Liveta Jasiūnaitė  | Lançamento de dardo feminino  |              |              |           |         |

## Canoagem

### Velocidade
A Lituânia qualificou um único barco (K-1 200 m masculino) para os Jogos após vencer a medalha de ouro e garantir uma vaga direta na Copa do Mundo 2 de Canoagem de Velocidade da ICF de 2021 em Barnaul, Rússia.
| Atleta             | Evento              | Eliminatórias | Eliminatórias | Quartas-de-final | Quartas-de-final | Semifinais | Semifinais | Final | Final   |
| Atleta             | Evento              | Tempo         | Posição       | Tempo            | Posição          | Tempo      | Posição    | Tempo | Posição |
| ------------------ | ------------------- | ------------- | ------------- | ---------------- | ---------------- | ---------- | ---------- | ----- | ------- |
| Mindaugas Maldonis | K-1 200 m masculino |               |               |                  |                  |            |            |       |         |

Legenda de Qualificação: FA = Qualificado à Final A (medalha); FB = Qualificado à final B (sem medalha)

## Ciclismo

### Estrada
A Lituânia inscreveu um ciclista para a corrida em estrada masculina e para a feminina, em virtude de de sua posição entre as 50 melhores nações (masculino) e entre as 100 melhores ciclistas individuais (feminino), respectivamente, no Ranking Mundial da UCI.
| Atleta              | Evento                       | Tempo | Posição |
| ------------------- | ---------------------------- | ----- | ------- |
| Evaldas Šiškevičius | Corrida em estrada masculina |       |         |
| Rasa Leleivytė      | Corrida em estrada feminina  |       |         |

### Pista
Após o fim do Campeonato Mundial de Ciclismo de Pista de 2020, ciclistas lituanos acumularam vagas na velocidade feminino, velocidade por equipes feminino e keirin, baseado no resultado da nação no Ranking Olímpico da UCI.
Velocidade
| Atleta             | Evento              | Qualificação            | Qualificação | Rodada 1                           | Repescagem 1                       | Rodada 2                           | Repescagem 2                       | Quartas-de-final                   | Semifinais                         | Final                              | Final   |
| Atleta             | Evento              | Tempo Velocidade (km/h) | Posição      | Adversário Tempo Velocidade (km/h) | Adversário Tempo Velocidade (km/h) | Adversário Tempo Velocidade (km/h) | Adversário Tempo Velocidade (km/h) | Adversário Tempo Velocidade (km/h) | Adversário Tempo Velocidade (km/h) | Adversário Tempo Velocidade (km/h) | Posição |
| ------------------ | ------------------- | ----------------------- | ------------ | ---------------------------------- | ---------------------------------- | ---------------------------------- | ---------------------------------- | ---------------------------------- | ---------------------------------- | ---------------------------------- | ------- |
| Simona Krupeckaitė | Velocidade feminino |                         |              |                                    |                                    |                                    |                                    |                                    |                                    |                                    |         |
| Miglė Marozaitė    | Velocidade feminino |                         |              |                                    |                                    |                                    |                                    |                                    |                                    |                                    |         |

Velocidade por equipes
| Atleta                             | Evento                          | Qualificação            | Qualificação | Semifinais                         | Semifinais | Final                              | Final      |
| Atleta                             | Evento                          | Tempo Velocidade (km/h) | Posição      | Adversário Tempo Velocidade (km/h) | Adversário | Adversário Tempo Velocidade (km/h) | Adversário |
| ---------------------------------- | ------------------------------- | ----------------------- | ------------ | ---------------------------------- | ---------- | ---------------------------------- | ---------- |
| Simona Krupeckaitė Miglė Marozaitė | Velocidade por equipes feminino |                         |              |                                    |            |                                    |            |

Legenda de Qualificação: FA=Final da medalha de ouro; FB=Final da medalha de bronze
Keirin
| Atleta             | Evento          | 1ª rodada | Repescagem | 2ª rodada | 3ª rodada | Final   |
| Atleta             | Evento          | Posição   | Posição    | Posição   | Posição   | Posição |
| ------------------ | --------------- | --------- | ---------- | --------- | --------- | ------- |
| Simona Krupeckaitė | Keirin feminino |           |            |           |           |         |
| Miglė Marozaitė    | Keirin feminino |           |            |           |           |         |

## Ginástica

### Artística
A Lituânia inscreveu um ginasta artístico para a competição olímpica. O atleta olímpico da Rio 2016 Robert Tvorogal garantiu uma vaga no individual geral e nos eventos por aparelhos, após terminar em sexto entre doze ginastas elegíveis para qualificação no Campeonato Mundial de Ginástica Artística de 2019 em Stuttgart, Alemanha.
Masculino
| Atleta          | Evento           | Qualificação | Qualificação | Qualificação | Qualificação | Qualificação | Qualificação | Qualificação  | Qualificação  | Final    | Final    | Final    | Final    | Final    | Final    | Final         | Final         |
| Atleta          | Evento           | Aparelho     | Aparelho     | Aparelho     | Aparelho     | Aparelho     | Aparelho     | Classificação | Classificação | Aparelho | Aparelho | Aparelho | Aparelho | Aparelho | Aparelho | Classificação | Classificação |
| Atleta          | Evento           | So           | CA           | Ar           | SC           | BP           | BF           | Total         | Pos.          | So       | CA       | Ar       | SC       | BP       | BF       | Total         | Pos.          |
| --------------- | ---------------- | ------------ | ------------ | ------------ | ------------ | ------------ | ------------ | ------------- | ------------- | -------- | -------- | -------- | -------- | -------- | -------- | ------------- | ------------- |
| Robert Tvorogal | Individual geral |              |              |              |              |              |              |               |               |          |          |          |          |          |          |               |               |

## Halterofilismo
A Lituânia inscreveu um halterofilista para a competição olímpica. Arnas Šidiškis aceitou uma vaga livre não utilizada pela Europa como o halterofilista de melhor ranking ainda buscando qualificação na categoria 109 kg masculino, baseado no Ranking Absoluto Mundial da IWF.
Masculino
| Atleta         | Evento  | Arranque  | Arranque | Arremesso | Arremesso | Total | Posição |
| Atleta         | Evento  | Resultado | Posição  | Resultado | Posição   | Total | Posição |
| -------------- | ------- | --------- | -------- | --------- | --------- | ----- | ------- |
| Arnas Šidiškis | -109 kg |           |          |           |           |       |         |

## Judo
Lithuania entered one judoka into the Olympic tournament based on the International Judo Federation Olympics Individual Ranking.
| Athlete            | Event          | Round of 32       | Round of 16       | Quarterfinals     | Semifinals        | Repechage         | Final / BM        | Final / BM |
| Athlete            | Event          | Opposition Result | Opposition Result | Opposition Result | Opposition Result | Opposition Result | Opposition Result | Rank       |
| ------------------ | -------------- | ----------------- | ----------------- | ----------------- | ----------------- | ----------------- | ----------------- | ---------- |
| Sandra Jablonskytė | Women's +78 kg |                   |                   |                   |                   |                   |                   |            |

## Lutas
A Lituânia qualificou um lutador para a disciplina greco-romana 130 kg para a competição olímpica, após chegar à final do Torneio Europeu de Qualificação Olímpica de 2021 em Budapeste, Hungria.
Chave:
- VT (pontos de classificação: 5–0 ou 0–5) – Vitória por queda
- VB (pontos de classificação: 5–0 ou 0–5) – Vitória por lesão (VF por WO, VA por desistência ou desqualificação)
- PP (pontos de classificação: 3–1 ou 1–3) – Decisão por pontos – o perdedor com pontos técnicos.
- PO (pontos de classificação: 3–0 ou 0–3) – Decisão por pontos – o perdedor sem pontos técnicos.
- ST (pontos de classificação: 4–0 ou 0–4) – Grande superioridade – o perdedor sem pontos técnicos e uma margem de vitória de pelo menos 8 (Greco-Romana) ou 10 pontos (livre).
- SP (pontos de classificação: 4–1 ou 1–4) – Superioridade técnica – o perdedor com pontos técnicos e uma margem de vitória de pelo menos 8 (Greco-Romana) ou 10 pontos (livre).

Greco-romana masculino
| Atleta            | Evento  | Oitavas de final     | Quartas de final     | Semifinal            | Repescagem           | Final / BM           | Final / BM |
| Atleta            | Evento  | Adversário Resultado | Adversário Resultado | Adversário Resultado | Adversário Resultado | Adversário Resultado | Posição    |
| ----------------- | ------- | -------------------- | -------------------- | -------------------- | -------------------- | -------------------- | ---------- |
| Mantas Knystautas | −130 kg |                      |                      |                      |                      |                      |            |

## Natação
Nadadores lituanos conquistaram marcas de qualificação para os seguintes eventos (até o máximo de 2 nadadores em cada evento com o Tempo de Qualificação Olímpica (OQT) e potencialmente 1 com o Tempo de Seleção Olímpica (OST)):
| Atleta                                                             | Evento                               | Eliminatória | Eliminatória | Semifinal | Semifinal | Final | Final   |
| Atleta                                                             | Evento                               | Tempo        | Posição      | Tempo     | Posição   | Tempo | Posição |
| ------------------------------------------------------------------ | ------------------------------------ | ------------ | ------------ | --------- | --------- | ----- | ------- |
| Danas Rapšys                                                       | 200 m livre masculino                |              |              |           |           |       |         |
| Danas Rapšys                                                       | 400 m livre masculino                |              |              | —         | —         |       |         |
| Danas Rapšys                                                       | 200 m medley masculino               |              |              |           |           |       |         |
| Andrius Šidlauskas                                                 | 100 m peito masculino                |              |              |           |           |       |         |
| Andrius Šidlauskas                                                 | 200 m peito masculino                |              |              |           |           |       |         |
| Giedrius Titenis                                                   | 100 m peito masculino                |              |              |           |           |       |         |
| Simonas Bilis Deividas Margevičius Danas Rapšys Andrius Šidlauskas | Revezamento 4x100 m medley masculino |              |              | —         | —         |       |         |
| Kotryna Teterevkova                                                | 100 m peito feminino                 |              |              |           |           |       |         |
| Kotryna Teterevkova                                                | 200 m peito feminino                 |              |              |           |           |       |         |

## Pentatlo moderno
Atletas lituanos garantiram as seguintes vagas para a competição olímpica do pentatlo moderno. A campeã de Londres 2012 Laura Asadauskaitė garantiu a vaga direta para o evento feminino após vencer a medalha de ouro na Final da Copa do Mundo da UIPM de 2019 em Tóquio, Japão. Justinas Kinderis e o atleta olímpico de Londres 2012 Gintarė Venčkauskaitė confirmaram vagas nos respectivos eventos, com o primeiro terminando em sexto e o segundo, em quinto entre os atletas elegíveis para qualificação no Campeonato Europeu de 2019 em Bath, Inglaterra.
| Atleta                | Evento    | Esgrima (Espada-1 toque) | Esgrima (Espada-1 toque) | Esgrima (Espada-1 toque) | Natação (200 m livres) | Natação (200 m livres) | Natação (200 m livres) | Hipismo (Saltos) | Hipismo (Saltos) | Hipismo (Saltos) | Evento combinado (Tiro 10m pistola de ar)/(3200m) | Evento combinado (Tiro 10m pistola de ar)/(3200m) | Evento combinado (Tiro 10m pistola de ar)/(3200m) | Total | Total |
| Atleta                | Evento    | Vitórias/Derrotas        | PPM                      | RG                       | Tempo                  | PPM                    | RG                     | Pontos perdidos  | PPM              | RG               | Tempo                                             | PPM                                               | RG                                                | PPM   | Pos.  |
| --------------------- | --------- | ------------------------ | ------------------------ | ------------------------ | ---------------------- | ---------------------- | ---------------------- | ---------------- | ---------------- | ---------------- | ------------------------------------------------- | ------------------------------------------------- | ------------------------------------------------- | ----- | ----- |
| Justinas Kinderis     | Masculino |                          |                          |                          |                        |                        |                        |                  |                  |                  |                                                   |                                                   |                                                   |       |       |
| Laura Asadauskaitė    | Feminino  |                          |                          |                          |                        |                        |                        |                  |                  |                  |                                                   |                                                   |                                                   |       |       |
| Gintarė Venčkauskaitė | Feminino  |                          |                          |                          |                        |                        |                        |                  |                  |                  |                                                   |                                                   |                                                   |       |       |

## Remo
A Lituânia qualificou um total de quatro barcos (três masculinos e um feminino) para os seguintes eventos de remo, três dos quais conseguiram através do Campeonato Mundial de Remo de 2019 em Ottensheim, Áustria, com a equipe do skiff quádruplo qualificada após a regata de qualificação final em Lucerna, Suíça, após a Rússia abrir mão da vaga.
| Atleta                                                                       | Evento                    | Eliminatórias | Eliminatórias | Repescagem | Repescagem | Quartas de final | Quartas de final | Semifinais | Semifinais | Final | Final   |
| Atleta                                                                       | Evento                    | Tempo         | Posição       | Tempo      | Posição    | Tempo            | Posição          | Tempo      | Posição    | Tempo | Posição |
| ---------------------------------------------------------------------------- | ------------------------- | ------------- | ------------- | ---------- | ---------- | ---------------- | ---------------- | ---------- | ---------- | ----- | ------- |
| Mindaugas Griškonis                                                          | Skiff simples masculino   |               |               |            |            |                  |                  |            |            |       |         |
| Aurimas Adomavičius Saulius Ritter                                           | Skiff duplo masculino     |               |               |            |            | —                | —                |            |            |       |         |
| Donata Karalienė Milda Valčiukaitė                                           | Skiff duplo feminino      |               |               |            |            | —                | —                |            |            |       |         |
| Dominykas Jančionis Dovydas Nemeravičius Armandas Kelmelis Martynas Džiaugys | Skiff quádruplo masculino |               |               |            |            | —                | —                | —          | —          |       |         |

Legenda de Qualificação: FA=Final A (medalha); FB=Final B; FC=Final C; FD=Final D; FE=Final E ; FF=Final F; SA/B=Semifinais A/B; SC/D=Semifinais C/D; SE/F=Semifinais E/F; QF=Quartas de final; R=Repescagem

## Tiro
Atiradores tunisianos conquistaram vaga para o seguinte evento em virtude de sua melhor posição no Campeonato Mundial da ISSF de 2018, na Copa do Mundo da ISSF de 2019, nos Campeonatos ou Jogos Europeus e no Torneio de Qualificação Europeu, contanto que tivessem obtido a marca de qualificação mínima (MQS) até 31 de maio de 2020.
| Atleta          | Evento                                | Qualificação | Qualificação | Final  | Final   |
| Atleta          | Evento                                | Pontos       | Posição      | Pontos | Posição |
| --------------- | ------------------------------------- | ------------ | ------------ | ------ | ------- |
| Karolis Girulis | Carabina de ar 10 m masculino         |              |              |        |         |
| Karolis Girulis | Carabina três posições 50 m masculino |              |              |        |         |

## Vela
Velejadores lituanos qualificaram um barco nas seguintes classes através dos Campeonatos Mundiais das classes, e das regatas continentais.
| Atleta              | Evento                | Regata | Regata | Regata | Regata | Regata | Regata | Regata | Regata | Regata | Regata | Regata | Regata | Regata | Pontos | Posição |
| Atleta              | Evento                | 1      | 2      | 3      | 4      | 5      | 6      | 7      | 8      | 9      | 10     | 11     | 12     | M*     | Pontos | Posição |
| ------------------- | --------------------- | ------ | ------ | ------ | ------ | ------ | ------ | ------ | ------ | ------ | ------ | ------ | ------ | ------ | ------ | ------- |
| Juozas Bernotas     | RS:X masculino        |        |        |        |        |        |        |        |        |        |        |        |        |        |        |         |
| Viktorija Andrulytė | Laser Radial feminino |        |        |        |        |        |        |        |        |        |        | —      | —      |        |        |         |

M = Regata da medalha; EL = Eliminado – não avançou à regata da medalha